# Fractura de calcáneo

Calcáneo en rojo.

La fractura de calcáneo consiste en la rotura del hueso calcáneo situado en el talón del pie, corresponden al 60% de las fracturas del tarso y generalmente están provocadas por una caída de altura en la que el pie sufre un importante impacto al contacto con el suelo. Son fracturas complejas de evolución lenta y en muchas ocasiones persisten secuelas de carácter permanente o incapacidad funcional. Las técnicas de tratamiento son diversas, puede optarse por tratamiento conservador mediante inmovilización y vendaje de yeso, mientras que en otras ocasiones se recomienda cirugía.

## Síntomas
El síntoma principal es la existencia de dolor en el talón que aumenta tras la palpación en un paciente con antecedentes recientes de un traumatismo en el pie por caída de altura.

## Complicaciones
La recuperación de las fracturas de calcáneo suele ser lenta, produciéndose generalmente mejoría progresiva en el transcurso de meses o años. En ocasiones no se produce la recuperación completa y el paciente continúa con dolor y limitación funcional de forma permanente. Las complicaciones son la falta de consolidación o pseudoartrosis que es muy rara, la lesión del nervio cutáneo, el atrapamiento del nervio tibial posterior, la distrofia simpática refleja, la dehiscensia de la herida e infección del hueso (osteomielitis) tras la cirugía, la aparición de artrosis subastragalina o de la articulación calcáneocuboidea y la tendinitis del tendón del músculo peroneo largo y músculo peroneo corto.